# Rheinblitz-Gruppe
Die Rheinblitz-Gruppe war eine Gruppe aufeinander abgestimmt verkehrender Fernschnellzüge, mit der die Deutsche Bundesbahn nach dem Zweiten Weltkrieg erstmals wieder ein Netz qualitativ hochwertigen Fernverkehrs anbot.

## Geschichte

### Start 1951
Mit dem Sommerfahrplan 1951 wurde das System mit drei (zunächst noch namenlosen) Zügen eingerichtet. Dazu wurden Dieseltriebwagen verschiedener Vorkriegs-Baureihen, ein VT 045, drei VT 061 und ein VT 065 in Dortmund zusammengezogen und damit drei Kurse angeboten:
- Ft 7/8 Basel SBB–Dortmund Hauptbahnhof (zurück von Köln Hauptbahnhof)
- Ft 27/28 München Hauptbahnhof–Stuttgart Hauptbahnhof–Dortmund
- Ft 37/38 Regensburg Hauptbahnhof–Frankfurt (Main) Hauptbahnhof–Köln (zurück ab Dortmund)

Diese Züge führten nur die (alte) 2. Klasse. Das Besondere war, dass die Züge über Teilstrecken ihres Laufweges gemeinsam verkehrten, dazu zusammengeführt und dann wieder geflügelt wurden. So verließen Ft 28 und Ft 38 getrennt, kurz hintereinander Dortmund und steuerten Köln auf unterschiedlichen Laufwegen an, einmal über Wuppertal–Elberfeld (heute: Hauptbahnhof) der zweite über Essen Hauptbahnhof. In Köln Hauptbahnhof wurden die Züge vereinigt und der hier beginnende Ft 8 ebenfalls angekuppelt. So verkehrten sie als ein Zug über die Linke Rheinstrecke bis Koblenz Hauptbahnhof, wo der Ft 8 nach Regensburg abgekuppelt und als selbständige Fahrt über die Rechte Rheinstrecke weitergeführt wurde. Um den Kopfbahnhof Wiesbaden zu umgehen, hielt der Zug in Wiesbaden Ost. Über Frankfurt (Main) Hauptbahnhof und Würzburg Hauptbahnhof erreichte er Regensburg. Da am Anfang noch nicht ausreichend Triebwagen zur Verfügung standen, verkehrte der „Ft“ 37/38 zunächst nur zwischen Koblenz und Regensburg als lokomotivbespannter Zug. Reisende in der Relation, die von weiter nördlich kamen, mussten in Koblenz umsteigen, was am gleichen Bahnsteig geschah.
Die beiden in Koblenz verbliebenen Triebwagen fuhren weiter linksrheinisch nach Mainz Hauptbahnhof und von dort über die Rhein-Main-Bahn, die Verbindungskurve beim Bahnhof Groß Gerau-Dornberg auf die Riedbahn und nach Mannheim Hauptbahnhof. Dieser Weg wurde gewählt um den damaligen Kopfbahnhof Ludwigshafen zu umgehen. In Mannheim wurden die beiden Triebwagen getrennt und setzten ihre Fahrt selbständig Richtung Basel und München fort. In der gegenläufigen Fahrtrichtung wurde dieses Programm gleichfalls gefahren. Für die Strecke, die die Züge zusammengekuppelt fuhren, galten innerbetrieblich die Zugnummern Ft 7/8. Wegen deren enorm hoher Geschwindigkeit von 120 km/h wurden eigens Maßnahmen zur Unfallverhütung beim Bahnhofs- und Streckenpersonal erlassen.
Zum Sommerfahrplan 1952 verkehrten die Züge einheitlich ab / bis Dortmund und erhielten Namen:
- Ft 7/8 Rhein-Blitz
- Ft 27/28 Rhein-Isar-Blitz
- Ft 37/38 Rhein-Donau-Blitz

Das Angebot wurde sehr gut angenommen. Schon bald reichte die Kapazität der Triebwagen in einigen Verbindungen nicht mehr aus. Wegen der starken Auslastung des Ft 27/28 Rhein-Isar-Blitz zwischen Mannheim und München wurde ab Juli 1952 ein Entlastungszug als Vorzug mit den Nummern Ft 127/128 von und nach Frankfurt (Main) über Mannheim gefahren, der von dort bis München einige Minuten vor dem Hauptzug verkehrte. Diese zusätzlichen Züge verkehrten bis zum 1. September 1952. Und 1953 musste zu dem bereits um eine Einheit verstärkten Rhein-Donau-Blitz als Entlastung F 19/20, Glückauf, zwischen Essen und Frankfurt eingelegt werden.
Ab dem Winterfahrplan 1952/53 fuhr der Rhein-Isar-Blitz mit dem Münchner Kindl (Laufweg: München–Frankfurt) vereinigt. Auch konnten nach und nach die neuen Triebwagen der Baureihe VT 08 eingesetzt werden. Zum Sommerfahrplan 1953 wurde der Montan-Express (Laufweg: Frankfurt–Luxemburg) eingerichtet und mit der Rheinblitz-Gruppe in Koblenz zum Umsteigen verknüpft, ohne in den Zugverband eingegliedert zu werden.

### Erweiterung 1954
Fiel ein Triebwagen aus, musste ein lokomotivbespannter Ersatzzug gefahren werden, der aus zwei Wagen der (alten) 2. Klasse und einem Speisewagen bestand: Die Zahl der zur Verfügung stehenden Triebwagen war anfangs zu gering, um auch nur ein Ersatzfahrzeug vorhalten zu können. Ein weiteres Problem war, dass die begrenzte Sitzplatzkapazität der Triebwagen auf Teilstrecken zu gering war und nicht erweitert werden konnte.
Um die Sitzplatzkapazität zu erhöhen, wurde deshalb die Rheinblitz-Gruppe zum Sommerfahrplan 1954 um einen weiteren Kurs verstärkt: Als Ft 137/138 verkehrte ein vierter Triebwagen von Dortmund über Frankfurt und Würzburg nach München. Die Zugtrennung des Teils, der Richtung Mannheim und des Teils, der Richtung Frankfurt fuhr, wurde nach Mainz verlegt. Da Ft 137/138 in Mainz in nördlicher Richtung nach Wiesbaden ausfuhr, der andere Zugteil Richtung Mannheim nach Süden, konnte das zur gleichen Minute aus dem gleichen Gleis geschehen, in das der Zug eingefahren war. Der Laufweg des Rhein-Donau-Blitz wurde auf Nürnberg eingekürzt, weil der Zug zwischen Regensburg und Nürnberg kaum genutzt wurde.
Mit der Klassenreform entfiel zum Sommerfahrplan 1956 die 3. Klasse. Die Züge der Rheinblitz-Gruppe führten nun ausschließlich die (neue) 1. Klasse. Außerdem entfiel die Zuggattung „Ft“ und wurde durch „F“ ersetzt. Im nördlichen Abschnitt des Fahrweges wurde dem Rhein-Donau-Blitz zwischen Dortmund und Köln der neue Fernschnellzug Ruhr-Paris (F 168/185) beigegeben. Der wurde ein Jahr später mit der Einführung der Trans-Europ-Express-Züge zum TEE, fuhr aber in Richtung Paris zunächst bis 1958 weiter zusammengekuppelt mit dem Rhein-Donau-Blitz. In der Gegenrichtung wurde das allerdings aufgegeben.
Ab 1958 wurden die Züge der Rheinblitz-Gruppe erstmals ausschließlich von VT 085 gefahren.

### Ende der Rheinblitz-Gruppe
Im Sommer 1959 hatte die Elektrifizierung, von Süden kommend, Dortmund erreicht und die bisher als Dieseltriebwagen gefahrenen Leistungen der Rheinblitz-Gruppe wurden durch mit Elektrolokomotiven bespannte Wagenzüge ersetzt. F 137/138 entfiel, dafür wurde F 37/38 über Nürnberg hinaus nach München verlängert. Dieser Zug erhielt den Namen Hans Sachs.

### Nachfolge: geflügelter Zug
F 7/27 und F 8/28 trugen nun exklusiv den Namen Rheinblitz. Sie fuhren weiterhin – auch als lokbespannte Züge – zwischen Dortmund und Mannheim vereinigt, wobei diese bis Ludwigshafen linksrheinisch fuhren, den dort – damals – bestehenden Kopfbahnhof aber auf einer neuen Umgehungsstrecke umfahren konnten. Ab 1967 wurde der F 7/8 über Basel hinaus nach Zürich Hauptbahnhof verlängert, was ab 1969 auf einen Kurswagen reduziert wurde.
Zum Sommerfahrplan 1971 wurden die Zugnummern geändert: Der nach Basel verkehrende Rheinblitz erhielt die Nummern F 100/101, der nach München F110/111. Bereits zum Winterfahrplan des gleichen Jahres wurden sie in InterCity-Züge umklassifiziert, ihren traditionsreichen Namen Rheinblitz behielten sie.
1979 ging der Name Rheinblitz vom IC 111/118 Dortmund – München auf den IC 104/105 Dortmund – Basel über, der nun auch die zweite Klasse führte.
1985 änderte sich die Zugnummer auf 500/501; Zugnummern unter 500 waren fortan internationalen Zügen vorbehalten.
Ab 1988 lief der Zug unter den Nummern 600/601. Seit 1991 ist der Name Rheinblitz nicht mehr in Verwendung.